# Geranium fallax
Geranium fallax là một loài thực vật có hoa trong họ Mỏ hạc. Loài này được Steud. mô tả khoa học đầu tiên năm 1856.